# ジェニー・スレイト
ジェニー・スレイト（Jenny Slate, 1982年3月25日 - ）は、アメリカ合衆国の女優、声優、コメディエンヌ。

## 来歴
1982年、ボストン郊外のミルトンに生まれる。父親のロン・スレイトは、同州を拠点に活動する詩人で作家だった。3人姉妹の真ん中として生まれ、ユダヤ系の家庭だった。その後、コロンビア大学へ進学して2004年に卒業。後にコメディの道を進み、同じくコメディアンとして活動していたゲイブ・リードマンとコンビを組んで、コメディエンヌとしてのキャリアをスタート。様々なステージに立ってキャリアを構築し、ジミー・ファロンが司会を務める深夜のトークショーなどへ出演したほか、2009年からは人気バラエティ番組『サタデー・ナイト・ライブ』へレギュラーキャストとして1年間出演し、コメディエンヌとしての不動の地位を確立した。徐々に女優や声優としての活動も広げており、近年ではザック・エフロン、ダニー・デヴィートが声を務めた『ロラックスおじさんの秘密の種』や、ディズニーが製作の長編アニメ『ズートピア』などの話題作へも出演している。

### 私生活
2012年から2016年まで映画作家のDean Fleischer-Campと結婚していた。
2016年4月から2018年3月まで俳優のクリス・エヴァンスと交際していた。

## 出演作品

### 映画
- アルビン3 シマリスたちの大冒険 Alvin and the Chipmunks: Chipwrecked (2011)
- Black & White/ブラック & ホワイト This Means War (2012)
- Obvious Child (2014)
- The Longest Week (2014)
- 新しい夫婦の見つけ方 Digging for Fire (2015)
- ジョシーとさよならの週末 Joshy (2016)
- My Blind Brother (2016)
- 彼女が目覚めるその日まで Brain on Fire  (2016)
- ポルカ・キング The Polka King (2017)
- gifted/ギフテッド Gifted (2017)
- ホテル・アルテミス -犯罪者専門闇病院- Hotel Artemis (2018)
- ヴェノム Venom (2018)
- オン・ザ・ロック On the Rocks (2020)
- エブリシング・エブリウェア・オール・アット・ワンス Everything Everywhere All at Once (2023)
- エレクトリック・ステイト The Electric State (2025)

### 長編アニメ映画
- ロラックスおじさんの秘密の種 The Lorax (2012)
- ズートピア Zootopia (2016)
- ペット The Secret Life of Pets (2016)
- レゴバットマン ザ・ムービー The Lego Batman Movie (2017)
- 怪盗グルーのミニオン大脱走 Despicable Me 3 (2017)
- ペット2 The Secret Life of Pets 2 (2019)

### テレビドラマ
- Honesty (2007)
- Brothers (2009)
- GIRLS/ガールズ Girls (2012, 2016)
- Catherine (2013)
- Hello Ladies (2013)
- ブルックリン・ナイン-ナイン Brooklyn Nine-Nine (2014)
- House of Lies (2013 - 2015)

### テレビアニメ
- Ugly Americans (2011)
- Bob's Burgers (2012 - 2016)
- Star vs. the Forces of Evil (2015)
- 悪魔バスター★スター・バタフライ Star vs. the Forces of Evil (2015)
- アドベンチャー・タイム Adventure Time with Finn & Jake (2016)

### テレビ番組
- サタデー・ナイト・ライブ Saturday Night Live (2009 - 2010)

### スタンドアップ・コメディ
- ジェニー・スレイトの舞台負け